# بيل ويب (لاعب كرة قاعدة)
بيل ويب (بالإنجليزية: Bill Webb)‏ هو لاعب كرة قاعدة أمريكي، ولد في 25 يونيو 1895 في شيكاغو في الولايات المتحدة، وتوفي بنفس المكان في 12 يناير 1943.

## وصلات خارجية
- بيل ويب (لاعب كرة قاعدة) على موقعبيزبول رفرنس.كوم (الدوري الرئيسي) (الإنجليزية)
- بيل ويب (لاعب كرة قاعدة) على موقعبيزبول رفرنس.كوم (الدوري الثانوي) (الإنجليزية)